# Bloom (Machine Gun Kelly)
Bloom è il terzo album in studio del rapper statunitense Machine Gun Kelly, pubblicato il 12 maggio 2017.

## Tracce
1. The Gunner – 3:38
2. Wake + Bake – 3:03
3. Go For Broke (featuring James Arthur) – 3:30
4. At My Best (featuring Hailee Steinfeld) – 3:19
5. Kiss the Sky – 3:07
6. Golden God – 3:18
7. Trap Paris (featuring Quavo & Ty Dolla $ign) – 3:23
8. Moonwalkers (featuring DubXX) – 3:05
9. Can't Walk – 3:05
10. Bad Things (with Camila Cabello) – 3:59
11. Rehab – 4:26
12. Let You Go – 3:05
13. 27 – 4:58

Ristampa
1. The Break Up – 3:20
2. Habits – 3:20